# Christopher Moore (Philosophiehistoriker)
Christopher Moore (* 14. Juli 1981) ist ein US-amerikanischer Philosophiehistoriker auf dem Gebiet der antiken griechischen Philosophie.
Nach einem A.B. 2002 am Dartmouth College in Hanover, New Hampshire, wurde Moore 2008 mit einer Dissertation über Socratic Persuasion an der University of Minnesota in Minneapolis zum Ph.D. promoviert. Er ist derzeit Professor of Philosophy and Classics im Department of Philosophy der Pennsylvania State University.
Moore hat insbesondere Arbeiten zu Sokrates, dem sokratischen Dialog und zur Rezeption des Sokrates, zum Ursprung der Bezeichnung Philosoph, zu den Sophisten und zur Tugend der Sophrosyne (Besonnenheit) vorgelegt.

## Schriften (Auswahl)
- The Virtue of Agency: Sôphrosunê and Self-Constitution in Classical Greece. Oxford University Press, Oxford 2023.
- (Hrsg. mit Joshua Billings): The Cambridge companion to the sophists (Cambridge companions to philosophy). Cambridge University Press, Cambridge 2023. – Rezension von John Lombardini, Bryn Mawr Classical Review 2024.08.36
- Calling Philosophers Names: On the Origin of a Discipline. Princeton University Press, Princeton 2020. – Rezension von Ian Campbell, in: sehepunkte 20 (2020), Nr. 7/8 15.07.2020
- (Hrsg.): Brill’s Companion to the Reception of Socrates. Brill, Leiden/Boston 2019.
- (Hrsg. mit Alessandro Stavru): Socrates and the Socratic Dialogue. Brill, Leiden/Boston 2018.
- Socrates and Self-Knowledge. Cambridge University Press, Cambridge 2015.